# Todo por la ciencia
Todo por la ciencia es un programa de televisión chileno emitido por Canal 13C. Este programa cuenta con 3 temporadas, donde se busca destacar en televisión casos nacionales de emprendimientos científicos.
El programa es conducido por el emprendedor científico Cristián Hernández y en cada capítulo se conoce la historia de un emprendimiento desde la óptica de la institución que los acoge y los investigadores a cargo.
Cuenta con tres temporadas transmitidas por las pantallas de 13C (canal de televisión) en 2012, 2013, 2017 y 2018. 
En Todo por la Ciencia se entregan consejos y herramientas sobre negocios para aplicar en proyectos científicos, se presentan emprendimientos innovadores, además de otros proyectos que están a punto de consolidarse con tecnologías que revolucionarán la industria.

## Episodios

### Primera temporada
- Vaccimed
- Phage Technologies
- Bioplásticos
- Arroz Reconstituído
- Goma Biotec
- Metazoan Technologies
- Fundación Biociencia
- Muxidotecnia
- USACH Beef Tool
- PAH Group
- Vitastemcel
- Lemsystem
- Resumen Temporada 1

### Segunda temporada
- Centro de Innovación del Litio
- Invesnova
- Biorad Chile
- CEBIOR
- Prometheus Sportech
- Smartfles
- Ambiotek
- PowerTrain Techonologies
- Naturalis
- Biobichos
- Boviman Kit
- Consorcio Apícola
- Resumen Temporada 2

### Tercera temporada
- Genepro DX
- Hetz Lab
- Micófilos Chile
- Fundación Ciencia & Vida
- Pathovet
- Andes Crop Science
- Ingalfarma
- Aeroponics
- ITS Uri Detective
- Cellus
- Bloom de Algas
- Ingeniería y Ciencias Universidad Adolfo Ibáñez[5]
- Resumen Temporada 3